# Dora Diamant (1986-2020)
 (avril 2024).
Pour la compagne de Franz Kafka, voir Dora Diamant.
Pour les articles homonymes, voir Diamant (homonymie).
Dora Doury, dite Dora Diamant (née le 23 juin 1986 et morte le 9 avril 2020), est une figure de la scène nocturne parisienne. Artiste, photographe autodidacte et DJ, elle est principalement connue par la scène alternative et LGBT+. Ses œuvres photographiques sont répertoriées par les Éditions L'Amazone et l'association Dora Diamant.

## Biographie
Dora Diamant est née le 23 juin 1986 à Paris. Elle grandit avec les collections de vinyles de sa mère, Nathalie, et les dessins et les livres de son père, Pascal Doury. Sa mère meurt en 1991, alors que Dora est âgée de cinq ans. Son père meurt en 2001. Dora Doury est adoptée par des amis de la famille.
Elle fait son entrée dans la scène artistique parisienne dans les années 2010, multipliant les performances artistiques et les soirées alternatives dans des bars undergrounds et LGBT+. Elle met alors en œuvre une pratique photographique intimiste qui documente sa vie et ses proches.
Elle joue des rôles secondaires dans des courts et longs métrages : Les gens normaux n'ont rien d'exceptionnel (1993) de Laurence Ferreira Barbosa,, Belle salope (2010) de Philippe Roger, Sang froid (2012) de Frank Villette, et enfin, le personnage de Edwige Belmore dans Une jeunesse dorée (2019) d'Eva Ionesco. Elle travaille également comme mannequin pour des magazines ainsi que pour la marque Vetements.
À la suite de son décès survenu le 9 avril 2020 en raison d'un cancer de la gorge, la collection photographique de Dora Diamant est rassemblée et émise par les Éditions L'Amazone, afin de faire connaitre son travail artistique au public.